# Max Brick
Max Brick (* 5. Juli 1992 in Southampton) ist ein britischer Wasserspringer. Er startet für das Team Southampton Diving Academy in den Disziplinen 10-m-Turm- und Synchronspringen. In Synchronwettbewerben springt er an der Seite von Tom Daley.
Er nahm 2009 erstmals an Weltmeisterschaften teil und wurde im 10-m-Synchronspringen Neunter. Im Einzel schied er als 29. im Vorkampf aus. Bei den Europameisterschaften 2009 in Turin wurde er Sechster im 10-m-Turmspringen. 2010 in Budapest landete er auf Rang 15. Bei den Europameisterschaften 2011 abermals in Turin wurde er Achter und zusammen mit Jennifer Cowen Sechster im Teamwettbewerb.
Sein bislang größter Erfolg war der Gewinn der Goldmedaille bei den Commonwealth Games 2010 in Delhi.
2010 wurde Brick erstmals Britischer Meister.